# 운동장

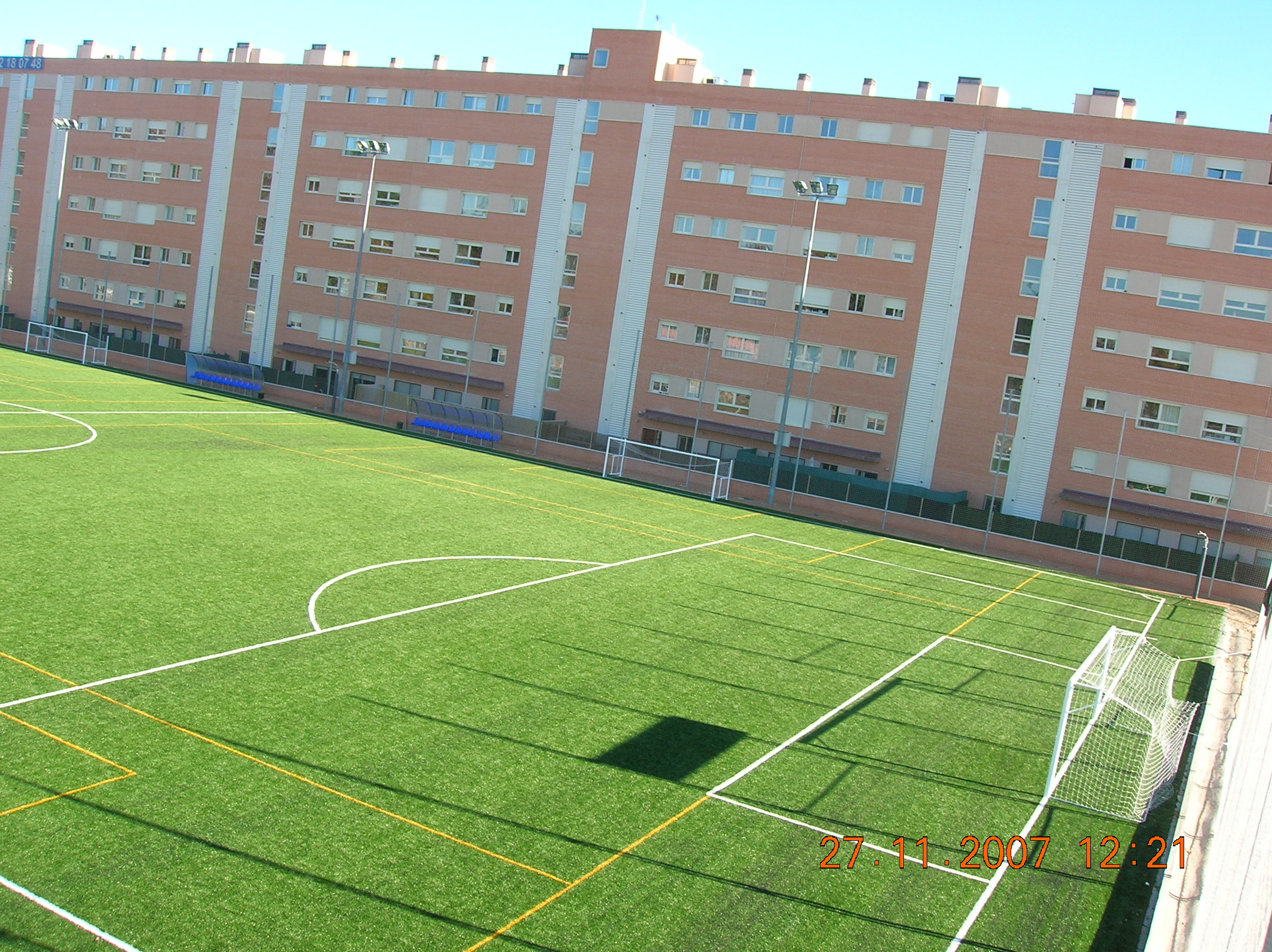
학교의 잔디 운동장

운동장(運動場)은 스포츠를 할 수 있는 공간이다. 각 학교마다 체육 수업을 위한 운동장이 있으며 규격은 운동장마다 다르다.

## 같이 보기
- 경기장
- 체육관
- 놀이터